# Copa del Generalíssim de futbol 1975-76
La Copa del Generalíssim de futbol 1975-76 va ser la 72ena edició de la Copa d'Espanya.

## Primera Ronda
12 d'octubre i 16 de novembre.
| Equip 1                | Global       | Equip 2                   | Anada | Tornada |
| ---------------------- | ------------ | ------------------------- | ----- | ------- |
| Albacete Balompié      | 3-3 (5-6 p.) | CD Pegaso                 | 3-1   | 0-2     |
| Club Siero             | 1-3          | CD Málaga                 | 1-0   | 0-3     |
| CE Constància          | 1-3          | Reial Múrcia              | 1-0   | 0-3     |
| Club Lemos             | 0-6          | Rayo Vallecano            | 0-1   | 0-5     |
| Castella CF            | 4-6          | AD Almería                | 2-2   | 2-4     |
| Zamora CF              | 1-5          | Bilbao Athletic           | 1-2   | 0-3     |
| CD Mestalla            | 3-2          | CD Salmantino             | 2-0   | 1-2     |
| CD San Fernando        | 2-4          | Real Jaén                 | 2-1   | 0-3     |
| Atlético Madrileño     | 6-2          | CD Díter Zafra            | 5-0   | 1-2     |
| Reial Valladolid       | 5-1          | Girona FC                 | 3-0   | 2-1     |
| Terrassa FC            | 0-1          | CD Laredo                 | 0-0   | 0-1     |
| RCD Mallorca           | 1-4          | Cadis CF                  | 1-1   | 0-3     |
| CD Tudelano            | 4-3          | SDC Michelín              | 3-1   | 1-2     |
| Racing Ferrol          | 1-0          | CDC Moscardó              | 0-0   | 1-0     |
| Gimnàstic de Tarragona | 4-3          | SD Huesca                 | 3-1   | 1-2     |
| CD Turón               | 6-7          | CD Masnou                 | 5-2   | 1-5     |
| Burgos CF              | 5-3          | Real Unión                | 4-2   | 1-1     |
| CD Alavés              | 4-1          | CD Badajoz                | 3-0   | 1-1     |
| Cultural Leonesa       | 3-2          | CE Castelló               | 2-0   | 1-2     |
| CF Gandia              | 2-4          | Linares CF                | 1-3   | 1-1     |
| CD Mirandés            | 5-4          | Sestao SC                 | 3-1   | 2-3     |
| Barcelona Atlètic      | 2-3          | CD Getafe                 | 2-1   | 0-2     |
| CD Villena             | 4-4 (3-5 p.) | Xerez CD                  | 2-1   | 2-3     |
| Vinaròs CF             | 2-5          | CE Sabadell               | 1-1   | 1-4     |
| CE Olímpic de Xàtiva   | 5-6          | CA Osasuna                | 5-2   | 0-4     |
| CD Santurce            | 1-6          | RCD Carabanchel           | 1-1   | 0-5     |
| CD Basconia            | 2-1          | AD Ceuta                  | 2-0   | 0-1     |
| Vila-real CF           | 4-2          | CE Eldenc                 | 2-1   | 2-1     |
| Racing Club Portuense  | 0-4          | Recreativo de Huelva      | 0-0   | 0-4     |
| CP Cacereño            | 3-5          | UP Langreo                | 2-0   | 1-5     |
| CD Orense              | 2-1          | Ontinyent CF              | 1-0   | 1-1     |
| Balompédica Linense    | 5-3          | Melilla CF                | 5-1   | 0-2     |
| Barakaldo CF           | 3-2          | CD Logroñés               | 2-1   | 1-1     |
| AD Torrejón            | 0-2          | CD Getxo                  | 0-1   | 0-1     |
| Deportivo La Coruña    | 2-3          | CD Gijón                  | 1-0   | 1-3     |
| SD Ibiza               | 2-1          | Atlètic Balears           | 0-0   | 2-1     |
| CD Lugo                | 1-5          | Celta de Vigo             | 1-1   | 0-4     |
| CD Ensidesa            | (5-3 p.) 2-2 | Llevant UE                | 1-0   | 1-2     |
| Palencia CF            | 1-4          | CD Talavera               | 1-2   | 0-2     |
| Club Imperio de Ceuta  | 2-10         | Calvo Sotelo CF           | 0-4   | 2-6     |
| CD Lagun Onak          | 1-4          | CD Tenerife               | 1-0   | 0-4     |
| SD Melilla             | (4-3 p.) 3-3 | Córdoba CF                | 0-0   | 3-3     |
| Jerez Industrial CF    | 0-1          | Algeciras CF              | 0-0   | 0-1     |
| CD Alfaro              | 0-1          | UE Sant Andreu            | 0-0   | 0-1     |
| CE Manresa             | 2-3          | Pontevedra CF             | 2-0   | 0-3     |
| Orihuela Deportiva CF  | 0-2          | Gimnástica de Torrelavega | 0-1   | 0-1     |
| SD Eibar               | 1-4          | Atlético Marbella         | 0-1   | 1-3     |

## Segona Ronda
3 i 17 de desembre. Exempts: Recreativo de Huelva.
| Equip 1                   | Global       | Equip 2                | Anada | Tornada |
| ------------------------- | ------------ | ---------------------- | ----- | ------- |
| Balompédica Linense       | 2-3          | Gimnàstic de Tarragona | 1-0   | 1-3     |
| Rayo Vallecano            | 0-4          | Racing de Ferrol       | 0-1   | 0-3     |
| RCD Carabanchel           | 3-2          | AD Almería             | 3-1   | 0-1     |
| CD Basconia               | 3-5          | CA Osasuna             | 2-2   | 1-3     |
| Atlético Marbella         | 3-4          | CD Tudelano            | 2-1   | 1-3     |
| CD Pegaso                 | 5-2          | Bilbao Athletic        | 5-1   | 0-1     |
| UP Langreo                | 1-5          | Reial Múrcia           | 1-0   | 0-5     |
| CD Masnou                 | 2-6          | SD Ibiza               | 2-3   | 0-3     |
| Barakaldo CF              | 4-2          | Calvo Sotelo CF        | 2-2   | 2-0     |
| Real Jaén                 | 0-1          | Celta de Vigo          | 0-0   | 0-1     |
| CE Sabadell               | 1-2          | Cadis CF               | 1-0   | 0-2     |
| Xerez CD                  | 4-4 (2-3 p.) | CD Mestalla            | 2-1   | 2-3     |
| CD Ensidesa               | 2-2 (1-5 p.) | CD Getafe              | 2-1   | 0-1     |
| SD Melilla                | 1-3          | CD Málaga              | 1-1   | 0-2     |
| CD Mirandés               | 5-3          | CD Getxo               | 2-1   | 3-2     |
| Gimnástica de Torrelavega | (6-5 p.) 0-0 | CD Orense              | 0-0   | 0-0     |
| CD Laredo                 | 1-5          | Reial Valladolid       | 0-0   | 1-5     |
| Vila-real CF              | 2-3          | Atlético Madrileño     | 1-1   | 1-2     |
| Pontevedra CF             | 1-3          | CD Gijón               | 1-3   | 0-0     |
| Algeciras CF              | 0-5          | Burgos CF              | 0-1   | 0-4     |
| CD Talavera               | 4-3          | Cultural Leonesa       | 2-2   | 2-1     |
| UE Sant Andreu            | 4-2          | Linares CF             | 3-1   | 1-1     |
| CD Alavés                 | 4-6          | CD Tenerife            | 1-0   | 3-6     |

## Tercera Ronda
14 i 28 de gener.
| Equip 1                | Global | Equip 2           | Anada | Tornada |
| ---------------------- | ------ | ----------------- | ----- | ------- |
| CD Tudelano            | 2-5    | RC Celta          | 1-1   | 1-4     |
| Atlético Madrileño     | 1-2    | Racing Ferrol     | 1-0   | 0-2     |
| CD Gijón               | 0-3    | CD Tenerife       | 0-1   | 0-2     |
| Reial Valladolid       | 2-0    | CD Carabanchel    | 1-0   | 1-0     |
| Gimnástica Torrelavega | 1-3    | CD Talavera       | 1-2   | 0-1     |
| CA Osasuna             | 4-2    | CD Mirandés       | 3-0   | 1-2     |
| Gimnàstic de Tarragona | 0-3    | CD Pegaso         | 0-2   | 0-1     |
| Barakaldo CF           | 2-4    | UE Sant Andreu    | 2-0   | 0-4     |
| CD Mestalla            | 3-4    | SD Ibiza          | 3-1   | 0-3     |
| CD Málaga              | 2-0    | CD Getafe         | 1-0   | 1-0     |
| Burgos CF              | 2-4    | Cadis CF          | 2-1   | 0-3     |
| Real Murcia CF         | 2-3    | Recreativo Huelva | 2-0   | 0-3     |

## Quarta Ronda
11 i 25 de febrer. Exempts: CD Tenerife i Reial Societat.
| Equip 1           | Global       | Equip 2             | Anada | Tornada |
| ----------------- | ------------ | ------------------- | ----- | ------- |
| Atlètic de Madrid | 2-1          | Racing Santander    | 1-0   | 1-1     |
| Cadis CF          | 3-3 (1-2 p.) | RC Celta            | 1-1   | 2-2     |
| RCD Espanyol      | 2-1          | Elx CF              | 1-0   | 1-1     |
| Racing Ferrol     | 2-6          | Reial Madrid        | 1-2   | 1-4     |
| Sporting de Gijón | 5-4          | Athletic Club       | 0-2   | 5-2     |
| Recreativo Huelva | 3-4          | UD Las Palmas       | 3-1   | 0-3     |
| SD Ibiza          | 2-6          | Reial Saragossa     | 2-1   | 0-5     |
| Hèrcules CF       | 2-0          | CD Pegaso           | 0-0   | 2-0     |
| CA Osasuna        | 1-2          | CD Málaga           | 1-1   | 0-1     |
| UD Salamanca      | 2-3          | FC Barcelona        | 1-0   | 1-3     |
| Sevilla FC        | 2-3          | Granada CF          | 1-1   | 1-2     |
| CD Talavera       | 1-3          | Reial Oviedo        | 0-1   | 1-2     |
| València CF       | 2-1          | UE Sant Andreu      | 3-0   | 0-0     |
| Reial Valladolid  | 2-5          | Real Betis Balompié | 1-2   | 1-3     |

## Vuitens de final
10 de març i 7 d'abril.
| Equip 1                | Global | Equip 2                 | Anada | Tornada |
| ---------------------- | ------ | ----------------------- | ----- | ------- |
| Real Betis Balompié    | 3-2    | València CF             | 2-0   | 1-2     |
| Celta de Vigo          | 1-2    | Reial Societat          | 0-0   | 1-2     |
| RCD Espanyol           | 7-5    | CD Málaga               | 3-2   | 4-3     |
| Real Sporting de Gijón | 2-3    | Club Atlético de Madrid | 1-2   | 1-1     |
| Hèrcules CF            | 3-8    | UD Las Palmas           | 3-1   | 0-7     |
| Granada CF             | 4-6    | Reial Saragossa         | 3-3   | 1-3     |
| Reial Oviedo           | 0-4    | FC Barcelona            | 0-0   | 0-4     |
| CD Tenerife            | 2-1    | Reial Madrid CF         | 2-0   | 0-1     |

## Quarts de final
30 de maig i 5 de juny.
| Equip 1             | Global       | Equip 2                 | Anada | Tornada |
| ------------------- | ------------ | ----------------------- | ----- | ------- |
| FC Barcelona        | 3-4          | Club Atlético de Madrid | 2-3   | 1-1     |
| Real Betis Balompié | 4-3          | RCD Espanyol            | 3-1   | 1-2     |
| UD Las Palmas       | 3-3 (2-3 p.) | Reial Societat          | 3-1   | 0-2     |
| CD Tenerife         | 1-2          | Reial Saragossa         | 1-0   | 0-2     |

## Semifinals
12 i el 19 de juny.
| Equip 1         | Global | Equip 2                 | Anada | Tornada |
| --------------- | ------ | ----------------------- | ----- | ------- |
| Reial Societat  | 1-2    | Club Atlético de Madrid | 0-1   | 1-1     |
| Reial Saragossa | 3-2    | Real Betis Balompié     | 2-1   | 1-1     |

## Final
| Club Atlético de Madrid | 1 - 0 | Reial Saragossa |
| ----------------------- | ----- | --------------- |
| Gárate 26'              |       |                 |

## Campió
| Campions de la Copa d'Espanya 1976   |
| ------------------------------------ |
| · Club Atlético de Madrid · 5è títol |